# 四一式15.2公分艦炮
四一式50倍徑15公分艦炮（日语：50口径四十一式15cm砲）為日本帝國海軍在1910年代由英國授權所生產的中口徑艦炮，因日本人體格問題未被廣泛採用，該型炮後修改為三年式140公厘艦炮。

## 簡介
日本帝國海軍自19世紀末開始向英國學習近代海軍技術，大量英式海軍裝備全面性地在日本軍艦上運用；1902年英日同盟後，雙方的關係從商業買賣更進一步邁入全面學習之列。
以英為師的環境下，英國武裝對早期日本海軍的運用影響深刻；如普遍在日本軍艦上使用的巡洋艦主炮便是採用英國體系的152公厘（6英吋）標準，也就是英國自19世紀普及運用的六英吋速射炮家族。在19世紀以來，6吋速射炮主要由阿姆斯壯公司製品為主，包括40倍徑（日语：四十口径安式六吋砲）／45倍徑版本均有採用，同時在建造無畏艦時日本引進了152公厘速射炮技術；從45倍徑起，維克斯公司開始進入6吋速射炮市場。而在1911年，日本決定採購金剛級戰艦，並獲英國核准轉移全套技術，日本海軍向英國廠商物色各型新式武裝以求一舉進入世界先進標準；最後主承包商選定了維克斯公司，並引進了大量該公司武裝。
金剛級選用的副炮乃由維克斯公司為日本客戶需求，開發了炮身長50倍徑的152公厘艦砲，該型艦砲稱為Vickers Mark M，在炮身仰角22.5度的狀態下射程可達18公里；相較於英國皇家海軍巡洋艦服役中之45倍徑152公厘艦炮最大射程14.4公里增添了不少優勢。
雖說該型炮是維克斯研製，但是英國在1906年就開發出同倍徑之第11型六英吋速射艦炮，在英軍巡洋艦運用後結論是不夠靈活，因此未普及運用；維克斯此舉實際上只是將儲備技術提供給客戶選擇。Mark M運用彈種與英國6吋速射艦炮相同，為重100磅、採分離式裝藥之半穿甲彈。
由於技術多以現成改良，研製亦無發生重大瑕疵，第一批回國的金剛級上安裝了英國原裝品，稱50口径毘式15センチ単装砲。當時戰艦副炮主流設計佈局是裝在船隻側舷，炮口正面裝有厚重的炮盾防護，採用視距內直射，這種配置稱為城廓式砲塔。在金剛級引進後，日本的軍火工業隨即利用英國提供的製造資料在國內產製，首批於1912年製造出廠，國產品稱四一式50倍徑15公分艦炮。在該炮產製之前已授權生產的45倍徑版本，則稱四一式45倍徑15公分炮，雖然同樣掛四一式之名稱，但是技術來源上大不相同。

## 評價
雖然四一式的技術未有瑕疵，火炮性能也與世界同級；但日本在運用過程仍出現運用困難，只是問題出在人而非機械身上。
在20世紀初，機械輔助機構因內燃機與電動機尚未普及化之故，軍艦上仍是以蒸汽動力驅動機械為主，大部分勞務仍靠運用人力處理；當然，也包括艦砲的送／裝彈任務。
152公厘炮彈彈體重45公斤，全人力操作的環境對日本人的體格負荷來說太過沉重；按照西方標準，152公厘副炮應有每分鐘5發的射速；但是日本海軍怎樣訓練都做不到這水平，最多就只能到每分鐘3.45發。
最後日本海軍高層接受了本國水手體格終究不如外國人的實情，決議採用結構相同、口徑縮減、彈重降低的三年式14公分艦砲確保射速標準；而華盛頓海軍條約確立輕巡洋艦火炮上限為155公厘後，152公厘艦砲存在於日本海軍內的意義又更加弱勢。雖然金剛級與扶桑級的副炮因現代化改裝工程而一度實施增高仰角作業；但還是難以抵擋時代趨勢而逐步拆除，自艦艇上拆除的四一式艦炮有零星提供給關島守備部隊增強岸防火力。
當152公厘就逐漸被日本海軍淡忘之時，卻因為二戰爆發前夕日本籌建下一代阿賀野級輕巡洋艦而再度啟用；因為阿賀野級噸位裝不下在最上級巡洋艦開發時研製的三聯裝155公厘艦炮，140公厘艦砲對抗英美等國戰艦又嫌火力薄弱，艦政本部才從倉庫裡翻出庫存的152公厘炮管，搭配上重巡洋艦普遍運用的三年式20公分艦砲E型炮炮架，充當新武器使用。因為152公厘炮身較輕，採相同動力運作的火炮較20公分版本靈活；但是在裝彈上仍大量仰賴人力，故射速改善有限。
不過艦政本部並沒有幫該型炮開發新式對艦炮彈，直到日本戰敗為止都是使用1910年代的半穿甲彈；但藉由更換引信的方式，舊型炮彈後來增加了定時引爆功能，惟對空效果仍然相當有限。

## 使用艦艇
- 金剛級戰艦
- 扶桑級戰艦
- 阿賀野級輕巡洋艦